# محله هوایی کلیرویو
محله هوایی کلیرویو (به انگلیسی: Clearview Airpark) یک فرودگاه است که یک باند فرود آسفالت دارد. این فرودگاه در کشور ایالات متحده آمریکا قرار دارد .